# 青木香奈枝
青木 香奈枝（あおき かなえ、1985年2月20日 - ）は、日本の女子アイスホッケー選手。ポジションはディフェンス。CWHLのカルガリー・インフェルノ所属。

## 来歴
北海道苫小牧市出身。小学2年生のとき、苫小牧大成小学校同好会で競技を始めた。中学入学後、岩倉ペリグリン（現道路建設ペリグリン）に入団。駒澤大学附属苫小牧高等学校卒業後は、苫小牧駒澤大学進学、アイスホッケー女子日本代表に選出されて、2004年女子アイスホッケー世界選手権（トップディヴィジョン）に出場。しかし、トリノオリンピック予選、バンクーバーオリンピック予選の日本代表からは落選。
2010年4月、チャレンジ・カップ・オブ・アジアで久方ぶりに代表復帰。2011年アジア冬季競技大会（カザフスタン・アルマトイ）で銀メダル。2013年2月にスロバキアのポプラトで行われたソチオリンピック世界最終予選では、大会ベストディフェンスに選出される活躍で4大会ぶりの五輪出場権獲得に貢献した。
全日本女子アイスホッケー選手権大会では2011年（第30回大会）と2013年（第32回大会）でベストディフェンスに選出されている。
2015年8月23日にCWHLのドラフトでカルガリー・インフェルノの6巡目指名を受け入団、前年入団の竹内愛奈に続くチーム2人目の日本人選手となった。